# متحف مصطفى كامل
متحف مصطفى كامل هو أحد متاحف مدينة القاهرة. افتتح رسميًا في أبريل 1956، وكان قبل ذلك ضريحًا يضم رفات الزعيمين مصطفى كامل ومحمد فريد، ثم نُقل إليه رفات المناضلين الوطنيين عبد الرحمن الرافعي وفتحي رضوان. المتحف مبني على طراز القبة الضريحية الإسلامية، ويشتمل على قاعتين تحتويان بعض متعلقات الزعيم مصطفى كامل المتمثلة في كتبه وخطاباته بخط يده، وبعض صور أصدقائه وأقاربه، وكذلك بعض مُتعلقاته الشخصية من ملابس وأدوات الطعام وحجرة مكتبه، كما يضم المتحف لوحات زيتية تصور حادثة دنشواي. تعرض المتحف للتخريب وسرقت محتوياته يوم 28 يناير 2011، وتم استعادتها من قبل شرطة السياحة وتم ترميمها وإعادتها لسيرتها الأولى، وافتتح المتحف مرة أخرى في أبريل 2016.

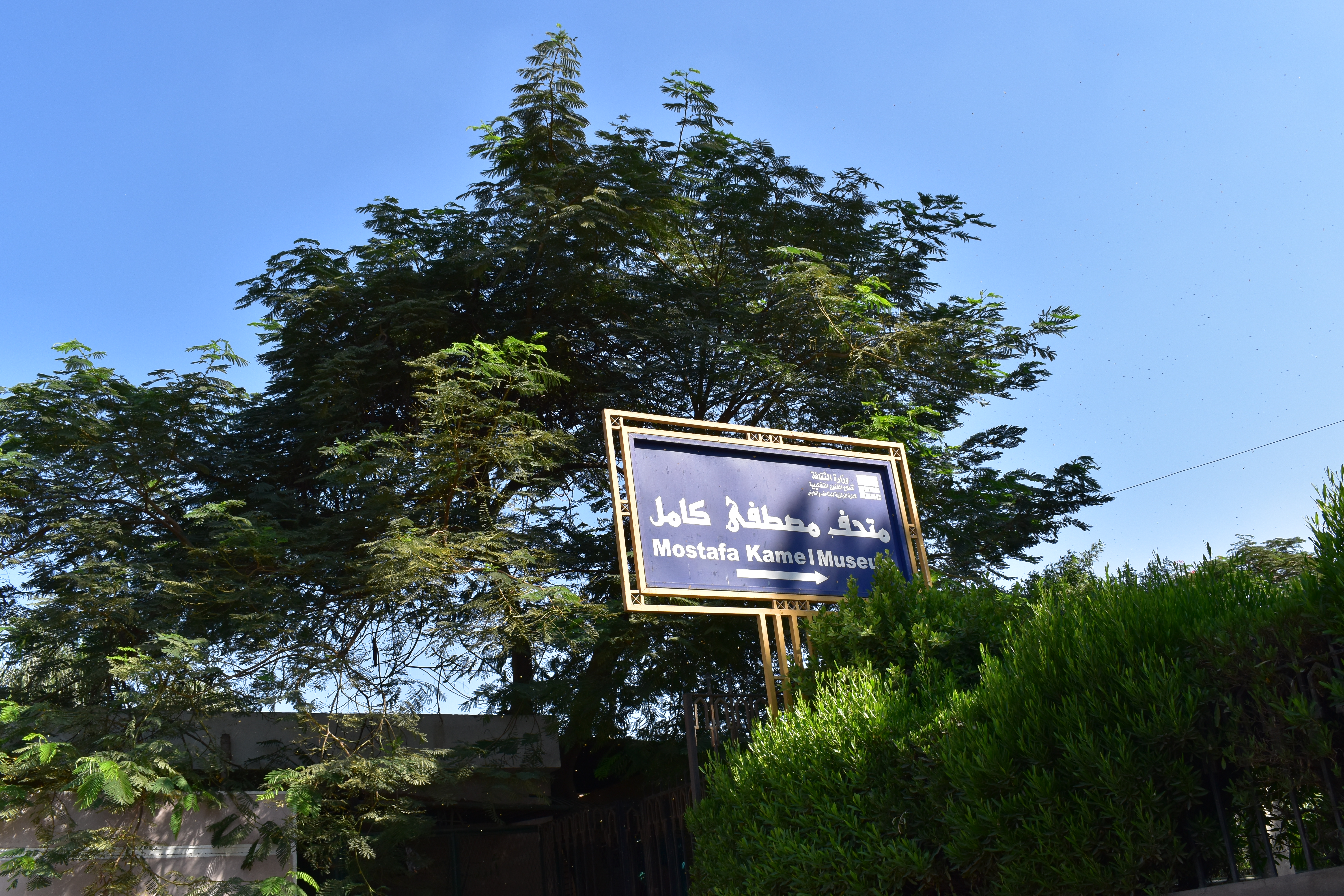